# Hoàn Nhan Xương
Hoàn Nhan Xương (chữ Hán: 完颜昌, ? – 1139), tên Nữ Chân là Thát Lại (挞懒), là hoàng thân, tướng lĩnh nhà Kim trong lịch sử Trung Quốc.

## Tham gia diệt Liêu
Hoàn Nhan Xương là con trai của Kim Mục Tông Doanh Ca. Tông Hàn tập kích Liêu Thiên Tộ đế ở Uyên Ương bạc, Đô thống Mã Ca của Liêu chạy đi Đảo Lý, Xương thu lấy bầy gia súc của ông ta. Tông Hàn sai Xương truy kích Liêu đế, không kịp, bắt được Xu mật sứ Đắc Lý Để của Liêu cùng các con trai của ông ta là Ma Ca, Na Dã đem về. Thái Tổ tự làm tướng tập kích Liêu đế ở Đại Ngư bạc, để lại quân nhu ở Thảo bạc, sai Xương và Nha Mão coi giữ. Hề lộ binh quan Hồn Truất không thể chế ngự quân Hề, triều đình bèn lấy Xương làm Hề 6 lộ quân soái để trấn áp. Tập Cổ Nãi, Bà Lư Hỏa áp giải Thường Thắng quân cùng thợ thuyền, hào tộc người Yên Kinh từ Tùng Đình quan vào nước Kim, hội họp với Xương.
Sau đó Xương trấn áp người Hề ở Tốc Cổ bộ trên Hặc Sơn, bọn họ giữ nơi hiểm yếu chống lại, nên giết sạch, bình định cả ba trại Tốc Cổ, Xuyết Lý, Thiết Ni. Có chiếu sai Xương tiếp tục bình định Hề tộc. Sau khi vừa phủ dụ vừa bình định người Hề và chia lại biên giới của Nam lộ, Xương dâng biểu xin đặt quan chức để trấn thủ, đế cho đặt các Thiên hộ, Mưu khắc tương tự như Đông kinh ở Bột Hải.
Tà Dã đuổi đánh ngoại thích nhà Liêu là Chiêu Cổ Nha bộ thuộc Diêu Liễn thị  ở Kiến Châu, Xương tiếp tục tấn công, bắt giết các viên đội tướng của họ là Hạt Lỗ Táo, Bạch Tát Cát, thu hàng hơn ngàn hộ dân, tiến quân hàng phục huyện Kim Nguyên. Có chiếu ban thêm 10 ngân bài . Tiếp tục thu hàng 2 bộ thuộc Diêu Liễn thị, phá quân Liêu ở Hưng Trung phủ, thu hàng quan thuộc ở Kiến Châu, giành được 20 sơn trại, 580 thôn bảo. A Hốt tiếp tục đánh bại Chiêu Cổ Nha, thu hàng rất nhiều quan dân của họ. Chiêu Cổ Nha thế cùng phải xin hàng, Hưng Trung, Kiến Châu đều bình. Có chiếu cho Xương thưởng công tướng sĩ, vỗ yên dân mới.
Xương xin lấy 9 doanh Diêu Liễn làm 9 mãnh an. Đế xét công chiếm đất, sai lãnh 4 mãnh an, Chiêu Cổ Nha làm Thân quản mãnh an ; 5 mãnh an còn lại chia cho các tướng, do Xương lựa chọn. Xương cùng Lưu Ngạn Tông đề cử Tiêu Công Dực làm Hưng Trung doãn, quận phủ đều lấy quan viên người Khiết Đan, Hán coi giữ, đế đều nghe theo. Khi Tông Hàn, Tông Vọng đánh Tống, Xương làm Lục bộ lộ đô thống. Người Tống xin hòa, quân Kim rút lui, Xương bèn quay về Trung Kinh.

## Tham gia đánh Tống
Tháng 8 ÂL năm Thiên Hội thứ 4 (1126), quân Kim lại đánh Tống. Tháng 11 nhuận, quân đội của Tông Hàn, Tông Vọng đều đến Biện Châu. Xương, A Lý Quát phá 2 vạn quân Tống ở Kỷ, kéo đổ 3 doanh của địch, bắt Kinh Đông lộ Đô tổng quản Hồ Trực Nhụ cùng hai con trai và Nam lộ Đô thống chế Tùy Sư Nguyên cùng 3 tướng của ông ta; rồi chiếm Củng Châu, thu hàng Ninh Lăng, phá Tuy Dương, hạ Bạc Châu. Quân Tống trở lại Tuy Dương, tiếp tục đánh đuổi, bắt tướng địch là Thạch Thiến.
Quân Kim bắt 2 vua Tống về bắc, Xương được làm Nguyên soái tả giám quân, đánh lấy vùng Sơn Đông. Xương tự chiếm Mật Châu, rồi chiếm Cự Lộc; sai Địch Hổ chiếm Đan Châu; sai Địch Cổ Bất chiếm Thanh Bình, Lâm Thanh; sai Mông Quát chiếm Triệu Châu; sai A Lý Quát chiếm Tông Thành, rồi hạ các châu Tuấn, Hoạt, Ân cùng Cao Đường; chia các tướng đến các phủ Từ Châu, Tín Đức, đều hàng phục được. Lưu Dự dâng Tế Nam phủ xin hàng, có chiếu lấy Dự làm An phủ sứ, trị lý Đông Bình, Xương lấy danh nghĩa Tả giám quân để vừa coi giữ vừa vỗ về ông ta, việc lớn đều do Xương quyết định. Sau đó được làm Hữu phó nguyên soái. Năm Thiên Hội thứ 15 (1137) được làm Tả phó nguyên soái, phong Lỗ quốc vương.

## Đề xuất hòa nghị
Kim Thái Tông ban chiếu cho các tướng tìm người như Trương Bang Xương để lập, Xương tiến cử Lưu Dự. Dự được lập làm đế, quốc hiệu là Đại Tề. Sau vài năm, Dự bị phế làm Thục vương. Xương và Hữu phó nguyên soái Tông Bật đều ở Hà Nam, sứ giả nhà Tống là Vương Luân xin lại vùng Hà Nam, Thiểm Tây ở chỗ Xương. Năm sau, Xương vào triều, đề nghị đem đất cũ của Đại Tề trả lại cho Tống, Hi Tông giao cho quần thần bàn bạc. Xương cùng Đông kinh lưu thủ Tông Tuyển tranh cãi với bọn Tông Cán không thôi. Em Xương là Úc cũng cho rằng không thể. Khi ấy con trưởng của Thái Tông là Tông Bàn làm tể tướng, địa vị ở trên Tông Cán, Xương, Tông Tuyển nương tựa ông ta, cùng nhau giữ vững kiến nghị trả vùng Hà Nam, Thiểm Tây cho Tống.
Tông Bàn càng ngày càng ngang ngược, Tông Tuyển làm thừa tướng, Xương nắm binh quyền, hình thành một thế lực lớn. Hi Tông tìm cớ giết chết Tông Bàn, Tông Tuyển, có chiếu cho rằng Xương là hoàng thân, lại có công lớn, nên tha không hỏi, ra làm Hành đài thượng thư tả thừa tướng, được giữ chiếu úy lạo. Xương đến Yên Kinh, cùng Dực vương Cốt Lại mưu phản, còn triều đình dần biết được sự đi lại ban đầu giữa ông và sứ giả nhà Tống. Hi Tông hạ chiếu trị tội, Xương từ Yên Kinh chạy sang miền nam, bị giết chết ở Kỳ Châu. Dực vương cùng tông thất Hoạt Li Hồ Thổ, hai con trai của Xương là Oát Đái, Ô Đạt Bổ bị giết, đồng đảng đều được tha.